# Премия Reebok в области прав человека
Премия Reebok в области прав человека — гуманитарная премия для
активистам в возрасте до тридцати лет, которые боролись за права человека ненасильственными методами. Присуждалось компанией
Reebok с 1988 по 2007 год. Награду получили представители почти 40 стран.

## Присуждение
Награду вручали ежегодно, четырём-пяти лицам (иногда организациям). Каждый получил грант в размере 50 000 долларов США, для использования в их правозащитной деятельности. Награды были гарантированы Фондом Reebok.

## История
Ещё до 1988 года Reebok спонсировала серию музыкальных концертов по всему миру «Human Rights Now!».

### 2007
- Лаура Маккаргар, США
- Андерсон Са, Бразилия
- Ирина Толстик, Беларусь
- Оу Вирак, Камбоджа

### 2006
- Ли Дань, Китай
- Рэйчел Ллойд, США
- Хуррам Парвез, Индия
- Отто Саки, Зимбабве

### 2005
- Зарема Мукушева, Чечня/Россия
- Карлос Рохас, Мексика
- Алоизиус Тое, Либерия
- Чарм Тонг, Бирма/Таиланд

### 2004
- Йинка Джегеде-Экпе, Нигерия[2]

- Ванита Гупта, США[2]
- Жоэния Батиста де Карвальо, Бразилия[2]
- Ахмад Надер Надери, Афганистан[2]

### 2003
- Педро Анайя, США
- Анусуя (Уна) Чаттерджи, США.
- Мохамед Па-Момо Фофана, Сьерра-Леоне
- Эрнест Гевара, Филиппины
- Кристиан Мукоса, Демократическая Республика Конго

### 2002
- Каввумбу Хакачима, Замбия
- Майли Лама, Непал
- Малика Аша Сандерс, США

### 2001
- Ндунги Гитуку, Кения
- Хизер Барр, США
- Коджо Джиссену, Того
- Уилл Коли, США

### 1999
- Джулиана Догбадзи, Гана[3]
- Таня Грин, США
- Суба Мешак, Кения
- Ка Хсау Ва, Бирма

### 1998
- Авраам Гребрейесус, Эритрея
- Рана Хусейни, Иордания
- Ван Джонс, США
- Дидье Камунду, Демократическая Республика Конго

### 1996
- Инносент Чуквума, Нигерия
- Хесус Теку Осорио, Гватемала
- Джули Су, США
- Ма Тида, Бирма
- Крэйг Килбургер, Канада

### 1995
- Анджела Элизабет Браун, США.
- Мигель Анхель де лос Сантос Крус, Мексика
- Ричард Нсанзабаганва, Руанда
- церковь Пхунцог Ньидрон, Тибет/Китай
- Средняя школа Broad Meadows, США

### 1994
- Адауто Алвес, Бразилия
- Роза-Анн Огюст, Гаити
- Дилли Бахадур Чаудхари, Непал
- Икбал Масих, Пакистан
- Сэмюэл Кофи Вудс, Либерия

### 1993
- Мари-Франс Ботт, Бельгия
- Сиа Руникуи Кашинава, Бразилия
- Хишам Мубарак, Египет
- Преподобный Карл Вашингтон, США

### 1992
- Флорибер Чебея Бахизире, Заир
- Фернандо де Араужо, Восточный Тимор
- Стейси Кабат, США
- Мартин О’Брайен, Северная Ирландия

### 1991
- Миртала Лопес, Сальвадор
- Совер Пьер, США
- Абубакар Султан, Мозамбик
- Карлос Толедо, Гватемала
- Эшли Блэк, США

### 1990
- Джеффри Брэдли и Мартин Данн, США.
- Шаван Джабарин, Западный берег[4][5]
- Трейси Мэтьюз, США
- Акрам Майи, Ирак
- Дэвид Мойя, Куба

### 1989
- Луиза Беналли-Криттенден, США
- Майкл Браун и Алан Хазей, США.
- Ли Лу, Ван Дань, Чай Лин и Уэркайси, Китай
- Мерседес Доретти и Луис Фондебридер, Аргентина
- Дават Лупунг, Малайзия
- Брайан Стивенсон, США

### 1988
- Дэвид Брюс, Южная Африка
- Хоакин Антонио Касерес, Сальвадор
- Джанет Черри, Южная Африка
- Арн Чорн-Понд, США
- Таня Кокс, США
- Лобсанг Джинпа, Тибет/Китай
- Салим Абдул Карим, Южная Африка
- Вайнона ЛаДьюк, США
- Хуан Пабло Летелье, Чили
- Мария Пас Родригес, США
- Дали Самбо, США